# Velké Chorvatsko

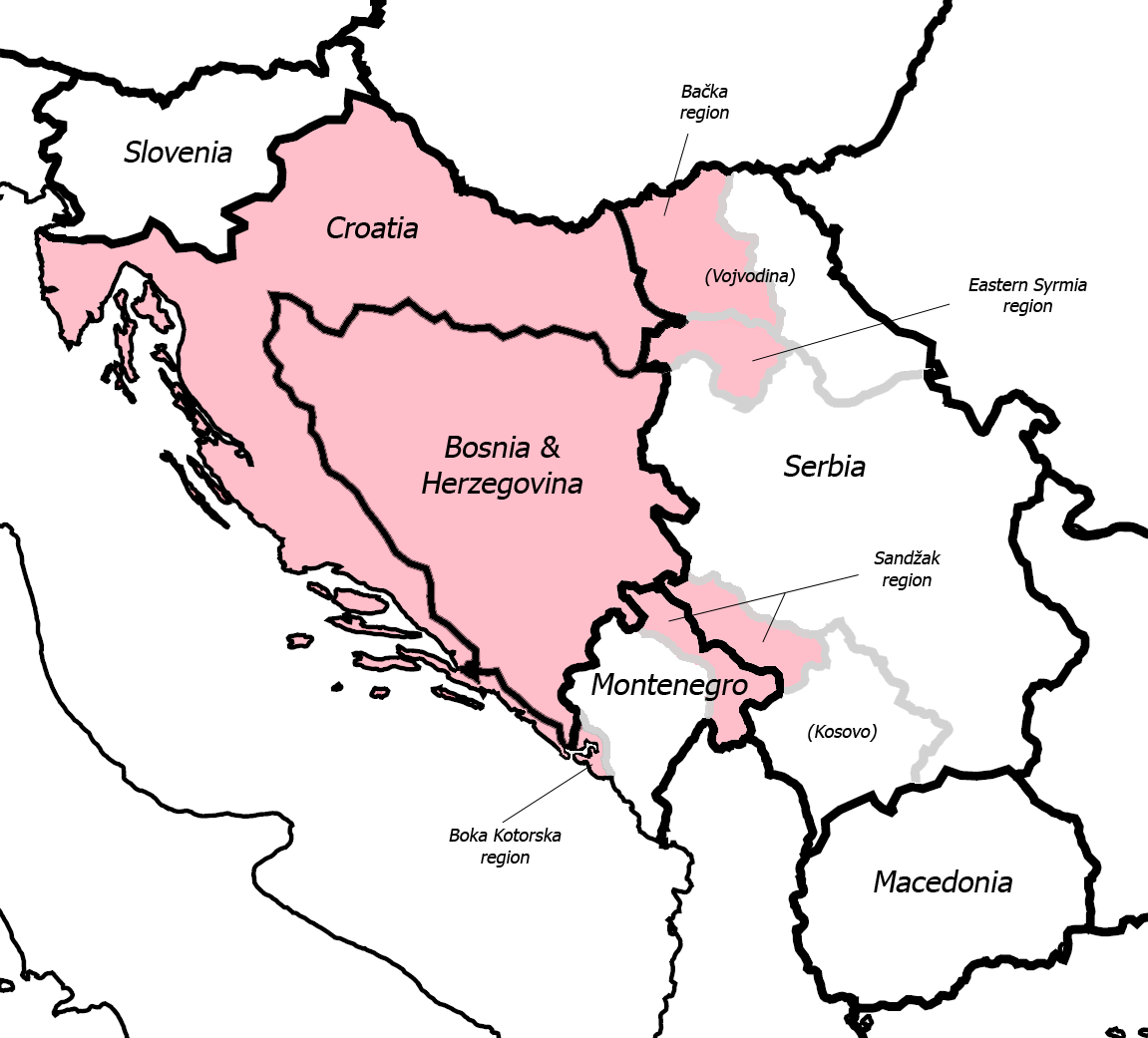
Jedna z vizí hranic Velkého Chorvatska, jak ji prosazoval Dobroslav Paraga

Velké Chorvatsko (chorvatsky Velika Hrvatska) je myšlenkový koncept rozšíření chorvatského území i na některé další oblasti v regionu, především východním směrem, na úkor Bosny a Hercegoviny, Srbska a Černé Hory.
Ideologicky stojí na kořenech jednak sjednotit všechny oblasti obývané Chorvaty do jednoho státu (iredentismus), jednak získat zpět oblasti, o které bylo Chorvatsko obráno osmanskými výboji (především Bosna a Hercegovina). Zatímco první uvedený názor je záležitostí moderní doby a lze se s ním setkat například i během ozbrojených konfliktů v 90. letech, druhý byl na pořadu dne v 19. století, kdy se Turci stahovali z Balkánu směrem ke své metropoli Istanbulu, a rozhodovalo se, kdo bude na nově získaných tureckých územích vládnout.

## Historický vývoj

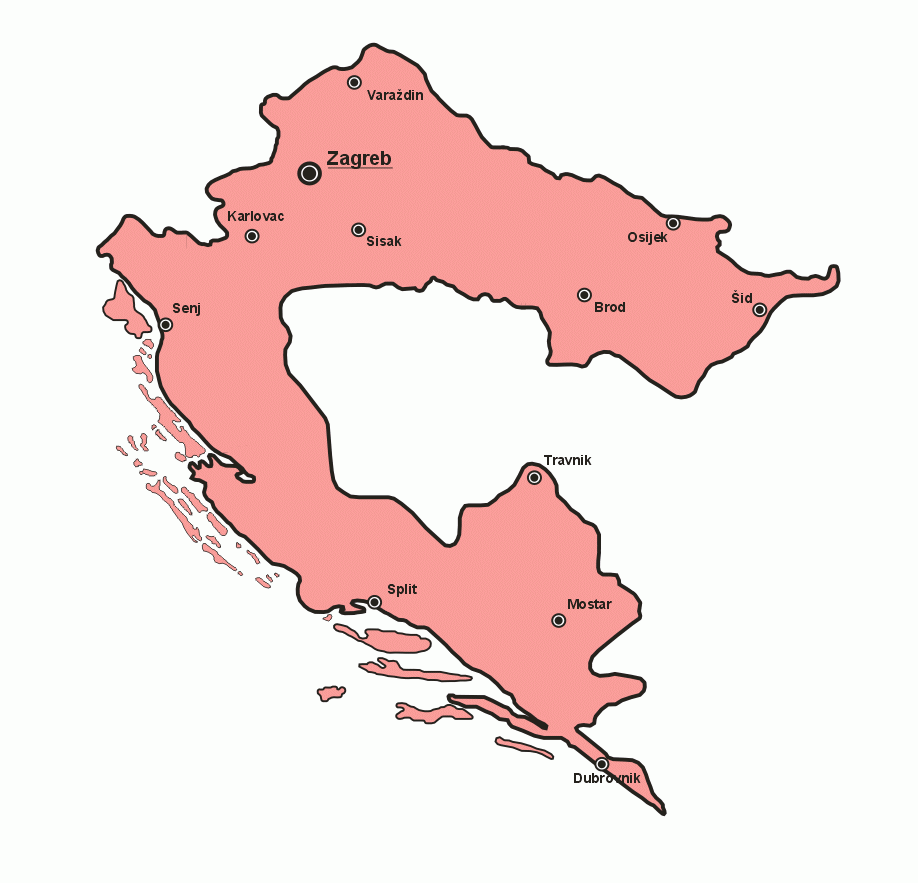
Mapa chorvatské bánoviny

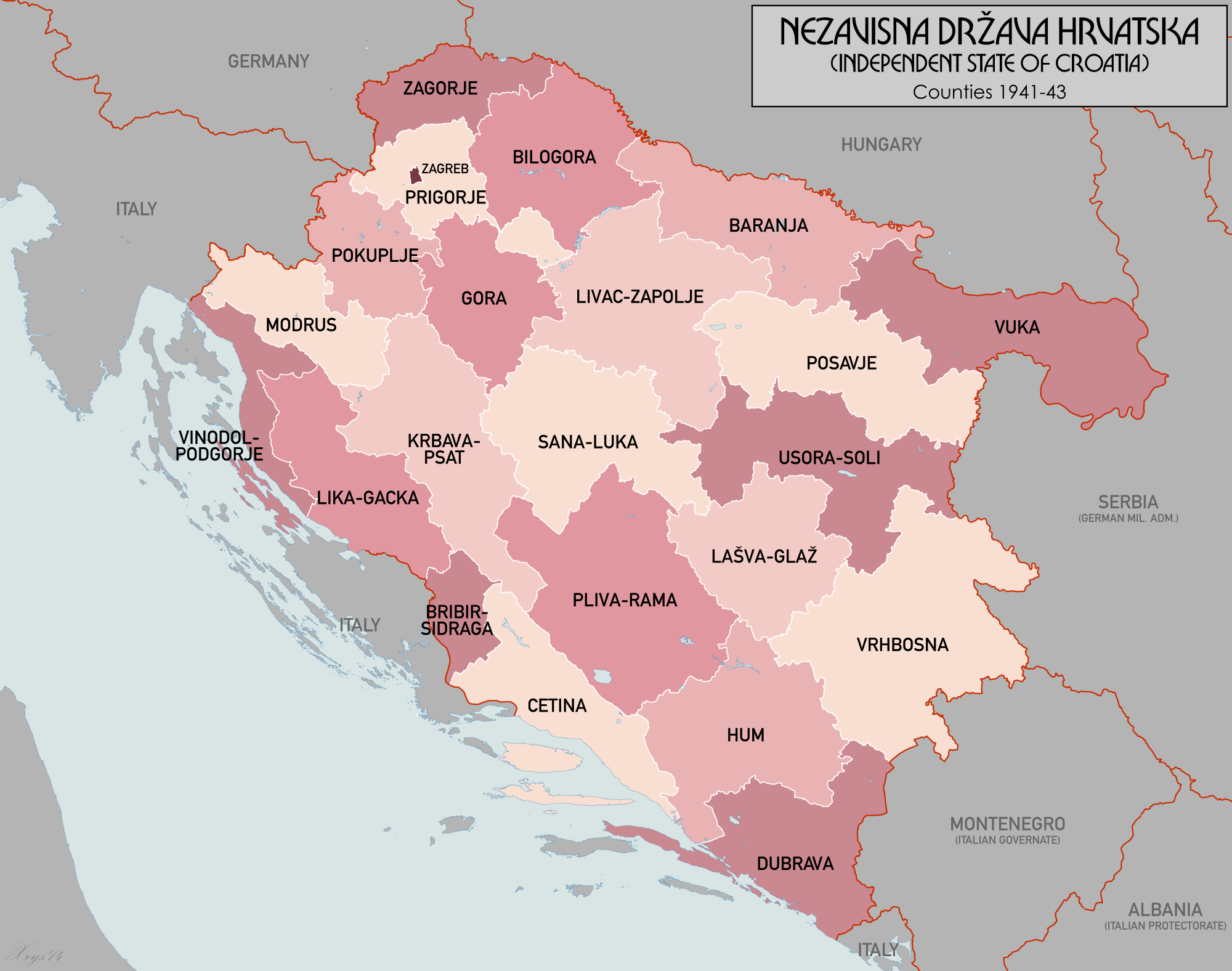
Nezávislý stát Chorvatsko, fašistický satelit Německa a Itálie, spravovaný hnutím Ustaša – jedna z ukázek realizace velkochorvatské myšlenky

Pro území Bosny a Hercegoviny se během 19. století často používal výraz „evropské Turecko“, ale také i „turecké Chorvatsko“[zdroj?]. V druhé polovině 19. století se na chorvatské politické scéně objevilo tzv. pravašské hnutí, které nastolilo otázku chorvatského státního práva – odmítlo koncept jednoho jihoslovanského národa a snažilo se vymezit vůči Srbům. Ti v této době již měli svoje koncepty velkého Srbska, byť ne v takové podobě (národní), v jaké by mohly být chápány dnes. Kromě toho pravašské hnutí přineslo myšlenku, že Bosňáci, muslimské obyvatelstvo Bosny a Hercegoviny, jsou ve skutečnosti Chorvaté, přesněji vzato potomci chorvatské šlechty, její „nejčistší květ“ z dob slavné historie středověkého Chorvatska před příchodem Turků. Někteří pravaši – podobně jako to činili v této době například Srbové – zahrnovali pod název jednoho (svého) národa všechny Jihoslovany, nebo alespoň ty, hovořící blízkým jazykem (tedy i Srby).[zdroj?]
Během velké východní krize se otevřela otázka Bosny a Hercegoviny, nejzápadnější výspy Osmanské říše. Tu Turci po četných povstáních ztratili, avšak k velkému zklamání Srbů byla přiřknuta Rakousko-Uhersku, jehož součástí již Chorvatsko bylo. Anexe území o třicet let později vyvolala bouřlivé debaty mezi řadou Chorvatů, že by bylo možné začlenit nové území pod chorvatskou správu. Takové naděje však byly rychle zhaceny, neboť sama Bosna byla předmětem sporu mezi Rakouskem a Uherskem a přenechání Chorvatsku, které se již samo mělo s Budapeští komplikované vztahy, bylo značně nereálné.
Po porážce Rakousko-Uherska v první světové válce bylo obyvatelům bývalých ústředních národů monarchie jasné, že vítězné mocnosti se postaví za nezávislost slovanských národů Rakousko-Uherska, tedy i Chorvatů. Mezi Maďary v této době začal panovat strach, že by se na základech Chorvatska mohlo vybudovat silné a rozsáhlé katolické království, které by ohrožovalo samo Maďarsko. To předčilo i obavy z rostoucí expanze Srbska, které dokázalo rozšířit své území během dvou balkánských válek a stalo se základním stavebním kamenem Jugoslávie; státu, který ukrojil ze starého Uherska nemalý díl pro sebe.
K částečnému naplnění velkochorvatských myšlenek dochází na kraji existence Království Jugoslávie. Chorvatská selská strana, která již řadu let bojovala proti centralistickému uspořádání monarchie, které bylo zavedeno Vidovdanskou ústavou z roku 1921, dosáhla rozbití původního systému nadnárodních správních celků a vytvoření chorvatské bánoviny. Když byl po porážce jugoslávských vojsk a invazi armád Osy v roce 1941 vyhlášen Nezávislý stát Chorvatsko, obsáhl mnohem větší území, než původní značně autonomní „corpus separatum“ pod vládou Bělehradu. Fašistické Chorvatsko se rozkládalo na území nejen dnešní chorvatské republiky (s výjimkou Istrie, části Dalmácie a Mezimuří), ale také celé Bosny a Hercegoviny. Na nechorvatském, převážně srbském a židovském obyvatelstvu, které činilo značný podíl, byly páchány zločiny; tehdejší vláda ustašovců se pokoušela celý obsazený prostor etnicky vyčistit, a to buď pokatoličtěním, vybíjením, nebo vyháněním – převážně Srbů.
Během komunistické Jugoslávie byly všechny iredentistické snahy udušeny monopolem Svazu komunistů Jugoslávie, avšak jakmile se začala dominantní pozice této strany hroutit, objevily se v Chorvatsku nové politické proudy. Ty byly značně nacionalistického směru. Hlásaly obavy z expanze Srbska (kde došlo v této době již také k vzestupu nacionalistických proudů), který interpretovali jako snahu Srbů ovládnout federální orgány Jugoslávie a získat tak nadvládu nad všemi republikami, včetně Chorvatska. Tato obava byla založena také na skutečnosti, že Slobodan Milošević v této době rozpustil vlády autonomních oblastí SAP Vojvodina a SAP Kosovo, čímž získal v rámci federace tři hlasy (neboť na úrovni nejvyšších orgánů byly autonomní oblasti (pokrajiny) a svazové republiky zastoupeny stejně). Na jaře 1992 se rozhořely ozbrojené střety mezi Chorvaty a Bosňáky na jedné straně a Srby na straně druhé v Bosně a Hercegovině, která vyhlásila nezávislost. Chorvatský prezident Franjo Tuđman během konfliktu sdílel s prezidentem Federativní republiky Jugoslávie Slobodanem Miloševićem názor rozdělit Bosnu a Hercegovinu na dvě části (s podobnou myšlenkou přišli již v padesátých letech exponenti svržených režimů Ante Pavelić a Milan Stojadinović během svého pobytu v Argentině). Na území Bosny byla během konfliktu vytvořena Chorvaty „autonomní oblast Herceg-Bosna“. Po skončení války a uzavření míru byly tato jednotka ovšem zrušena a nahrazena systémem kantonů. V současné době se však i dnes v Bosně a Hercegovině diskutuje o vytvoření chorvatského národního celku, po vzoru Republiky srbské.